# Europa Cup (vrouwenhandbal) 1974/75
De European Champions Cup 1974/75 is de hoogste internationale club handbalcompetitie in Europa wat door de Internationale Handbalfederatie (IHF) organiseert.

## Deelnemers
| - CSKA Sofia: Kampioen van Bulgarije - Frederiksberg IF: Kampioen van Denemarken - Bayer Leverkusen: Kampioen van Duitsland - US Ivry: Kampioen van Frankrijk - Vasas Budapest: Kampioen van Hongarije - Hapoel Ra'anana: Kampioen van Israël - Lokomotiva Zagreb: Kampioen van Joegoslavië - Mora Swift Roermond: Kampioen van Nederland | - IL Vestar: Kampioen van Noorwegen - Union Admira Landhaus: Kampioen van Oostenrijk - Ruch Chorzów: Kampioen van Polen - IEFS București: Kampioen van Roemenië - Spartak Kyiv: Kampioen van de Sovjet-Unie - Medina Valencia: Kampioen van Spanje - TJ Gottwaldov: Kampioen van Tsjecho-Slowakije - Stockholmspolisens IF: Kampioen van Zweden |

## Achtste finale
| Team 1              | Score    | Team 2                | 1       | 2       |
| ------------------- | -------- | --------------------- | ------- | ------- |
| IL Vestar           | 18 – 24  | Vasas Budapest        | 09 – 10 | 09 – 14 |
| Hapoel Ra'anana     | 19 – 49  | IEFS București        | 04 – 28 | 15 – 21 |
| Mora Swift Roermond | 31 – 17  | US Ivry               | 17 – 11 | 14 – 06 |
| Ruch Chorzów        | 48 – 26  | Medina Valencia       | 27 – 13 | 21 – 13 |
| Spartak Kyiv        | 35 – 19  | Stockholmspolisens IF | 21 – 11 | 14 – 08 |
| Lokomotiva Zagreb   | 36 – 23  | Union Admira Landhaus | 22 – 09 | 14 – 14 |
| CSKA Sofia          | 18 – 181 | Bayer Leverkusen      | 09 – 07 | 09 – 11 |
| Frederiksberg IF    | 27 – 26  | TJ Gottwaldov         | 13 – 10 | 14 – 16 |

- 1 CSKA Sofia door naar de volgende ronde door uitgoals.

## Kwartfinale
| Team 1           | Score   | Team 2              | 1       | 2       |
| ---------------- | ------- | ------------------- | ------- | ------- |
| Ruch Chorzów     | 22 – 29 | Spartak Kyiv        | 12 – 15 | 10 – 14 |
| Frederiksberg IF | 20 – 22 | Lokomotiva Zagreb   | 12 – 10 | 08 – 12 |
| IEFS București   | 19 – 18 | Mora Swift Roermond | 13 – 09 | 06 – 09 |
| Vasas Budapest   | 48 – 27 | CSKA Sofia          | 26 – 08 | 22 – 19 |

## Halve finale
| Team 1            | Score   | Team 2         | 1       | 2       |
| ----------------- | ------- | -------------- | ------- | ------- |
| IEFS București    | 19 – 27 | Spartak Kyiv   | 11 – 11 | 08 – 16 |
| Lokomotiva Zagreb | 27 – 25 | Vasas Budapest | 16 – 11 | 11 – 14 |

## Finale
| 6 april 1975 | Spartak Kyiv | 14–10 | Lokomotiva Zagreb | Dom športova, Zagreb |
| 6 april 1975 |              |       |                   | Dom športova, Zagreb |
| 6 april 1975 |              |       |                   | Dom športova, Zagreb |

|              |
|              |
|              |
| Spartak Kyiv |
| 5de titel    |